# Itaperuçu
Itaperuçu is een gemeente in de Braziliaanse deelstaat Paraná. De gemeente telt 23.501 inwoners (schatting 2009).

## Aangrenzende gemeenten
De gemeente grenst aan Almirante Tamandaré, Campo Largo, Campo Magro, Castro en Rio Branco do Sul.